# 平阳县浙鳌高级中学
平阳县浙鳌中学，简称浙鳌中学、浙鳌高中或浙鳌，是浙江省温州市平阳县一所独自民办普通高中，由何必团、朱小青夫妇于1995年创办。校园位于平阳县鳌江镇徐家站路108号，北邻G104国道，南接新鳌西路。浙鳌中学是温州市重点中学，高考一段上线率自2008年起连续位居平阳县第一名。

## 學校歷史
平阳县浙鳌中学由何必团、朱小青夫妻出资，于1995年10月31日獲温州市教育委员会批准，在平阳县鰲江鎮徐家站路创办，1996年秋季正式启校。校园佔地面积有38000平方米，总建筑面积達33352平方米，共設40多个班级，招收2000多名学生。校內分教学区、活动区、生活区三部分，建有多個综合基础设施，當中包括250米塑胶操场及小型风雨球场各一、三个主教学楼、四个寝室楼，另有勤勉楼、知行馆、勤学楼、E 幢、校门综合楼等。而校内建筑排列紧凑，「S形」教学综合体建筑前为广场。
相对五間省一级示範性高中（温州中学、瑞安中学、永嘉中学、温州第二高级中学、龙湾中学）而言，浙鳌中学的学生經常在普通高等学校招生全国统一考试中考獲不錯成績，入讀全國重點大學的重点线线上线率較高。因此，它與乐清市知临中学並列為浙江省内有名望的民办私立高校，2000年曾獲浙江省人民政府授予「浙江省优秀民办学校」的称号，2001年再獲温州市教育局命名为「浙江省一级民办普通高中」（2005年3月升为温州市重点中学）。
基于温州市平阳县的民办教育一直位处全国领先水平，故浙江省教育厅允許平阳县教育局在2013年11月底以浙鳌中学作试点，推行温州五大国家级改革 —— 民办教育综合改革，讓它嘗試托管當時办学质量落后的平陽縣第二中學，促进公立、民办两种资源的合作竞争。2019年10月，浙鳌中学為改善办学条件，而投资4亿元人民幣建设佔地132亩的新校区，並在12月獲评为五星级民办高中。

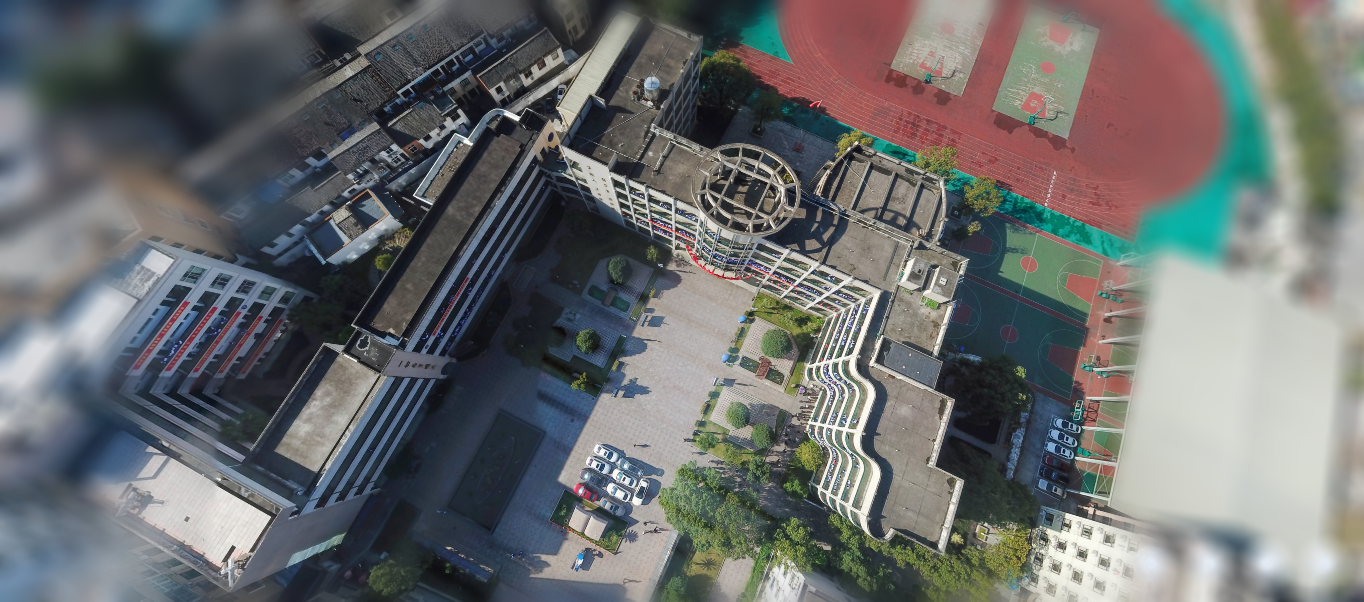
浙鳌中学教学楼综合体（2020年5月29日）
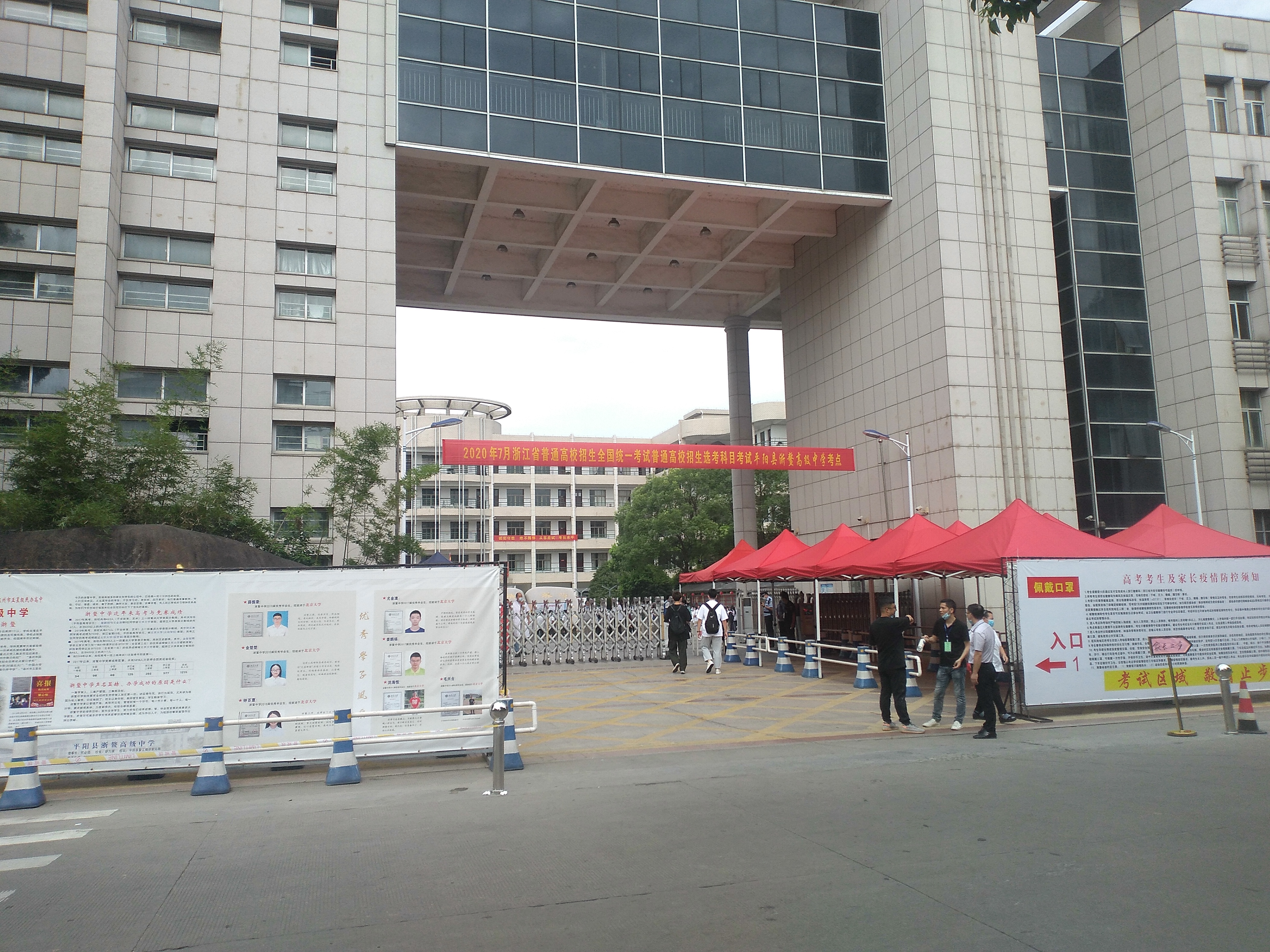
浙鳌高级中学考点大门口的相关防疫措施与设施（2020年7月7日）